# Юсиф-хан
Юсиф-хан (перс. یوسف‌خان گرجی‎; ум. 1824) — военный и государственный деятель Каджарского Ирана грузинского происхождения. Генерал-майор персидской армии. Правитель (сепахсалара) провинции Арагистан, основал иранский город Эрак.

## Биография
Юсиф-хан сбежал в Персию после территориального спора со своими двоюродными братьями, которых поддержила российская императрица Екатерина II, где и получил убежище, поступив на службу шаху Ага Мохаммад-хану Каджару (годы правления 1742—1797) в шахскую артиллерию.
В период с 1795 по 1797 год Юсиф Хан, разместил возглавляемую им армию на плодородной, хотя и плохо контролируемой территории, племена которой действовали автономно от Каджаров. С одобрения Фетх Али-шаха Юсиф-хан отвёл главную реку, чтобы изгнать врагов, и построил крепость Солтан-Абад, или Баладе, военную крепость, которая послужила основой современного города Эрак. По мнению историков, Юсиф-хан построил Эрак на свои личные доходы и с помощью богатых людей.
Принял участие во многих войнах персов с соседями, в том числе в русско-персидской войны 1804—1813 годов. Под его руководством, с помощью европейских инструкторов, в Персии впервые было налажено производство современных артиллерийских орудий. В 1813 году Юсуф-хан, известный в Персии под именем Амир-топхане, за отличие в боях против русских был произведён в сергенги (полковники) и назначен командиром полка Бахадуран. Под командованием Юсуф-хана полки Бахадуран и Ени-мусульман отличились в боях во время турецко-персидской войны 1821—1823 годов. После турецко-персидской войны Юсуф-хан назначил Самсона Макинцева майором в своём полку, а в 1826 году, в связи с тем, что Юсуф-хан принял командование над персидской артиллерией в войне с русскими, командиром полка Бахадуран стал Самсон Макинцев.
Некоторое время до 1824 года он был назначен тем же вышеупомянутым Фtтх-Али Шахом личным визирем его сына. После его смерти в 1824 году его сменил на этом посту Хосров-хан.